# 新葉爾加瓦
新葉爾加瓦是拉脫維亞的城鎮，位於該國南部的道加瓦河左岸，面積6.1平方公里，2011年人口2,229。第二次世界大戰期間，納粹德國在1941年8月2日殺害當地猶太人居民。